# Dudok Pál
Dudok Pál (1811. november 26. (keresztelés dátuma) – Miskolc, 1853. február 1.) ügyvéd, költő, író

## Élete
Dudok József fia, miskolci származású, az 1830-as évek elején Sárospatakon tanult, hol az ifjúsági egyesületnek is tagja volt. Elhunyt 1853-ban, 42 éves éves korában.

## Munkái
A bosszúálló lelkiesméret, szomorújáték 4 felv. Kotzebue után ford. Kolozsvár. 1832. (Előadták Budán, 1836. ápr. 12.)
Fordította még Kotzebue után A rumelsburgi kisértet, vagy a veres köpönyeges c. népregét 4 felv. (Előadták Debrecenben, 1835. nov. 29. és 1836. jan. 19. és Budán, 1835. dec. 13. és 1837-ben Vörös köpönyeges címmel.)
Költeményei a Koszorúban (II. III. 1832–33.) és a Parthenon c. zsebkönyvben (1834.) jelentek meg; ő irta a lapokba a miskolci szinházi birálatokat is.